# Parc d'État de Big Basin Redwoods
Le parc d'État de Big Basin Redwoods (en anglais : Big Basin Redwoods State Park) est une réserve naturelle située dans l'État de Californie aux États-Unis, dans le comté de Santa Cruz. Fondée en 1902, il s'agit du plus vieux parc d'État de Californie, ce qui lui a valu la désignation de monument historique de Californie.

## Description
D'une surface de 15 km² à sa création, le parc a été étendu au fil des années à plus de 73 km². Il fait partie de l'écorégion des forêts côtières du nord de la Californie et abrite le plus grand peuplement continu de séquoias côtiers au sud de San Francisco. Il contient 44 km² de forêts anciennes ainsi que des forêts de séquoias en reconstitution, composées de conifères, de chênes, et de Chaparral. Les altitudes dans le parc varient du niveau de la mer à plus de 600 m. Le climat varie de brumeux et humide près de l'océan à des crêtes chaudes et ensoleillées.
Le parc compte un grand nombre de cascades, une grande variété d'environnements, allant des fonds de canyons luxuriants aux pentes éparses couvertes de chaparral.
Le parc compte plus de 130 km de sentiers. Le sentier Skyline-to-the-Sea traverse le parc le long du ruisseau Waddell jusqu’à la plage Waddell et la réserve naturelle Theodore J. Hoover adjacente, un marais d’eau douce.

## Faune
Des mammifères tels que le cerf de Virginie, l’écureuil gris de l’Ouest, le tamia et le raton laveur sont communs, mais les renards, les coyotes, les lynx roux et les opossums sont également présents. On sait que quelques pumas vivent dans le parc, mais ils sont rarement aperçus. Les grizzlis ont disparu en Californie, mais ils étaient nombreux dans le passé.
De nombreux oiseaux y vivent - geais de Steller, aigrettes, hérons, pics glandivores, colibris d'Anna, ainsi que quelques oiseaux marins.

## Histoire
À la fin du XIXe siècle, les forêts de séquoias gagnaient en popularité à l’échelle internationale tout en étant décimées. Les premiers défenseurs de l’environnement, dont William T. Jeter et A.A. Taylor, ont été rejoints par des militants du comté de Santa Clara, Andrew P. Hill, le père Robert Kenna et Carrie Stevens Walter. Leur mouvement pour préserver la forêt de séquoias de Big Basin a commencé à l’université Stanford le 1er mai, peu de temps après que les habitants de Santa Cruz aient organisé une excursion dans le parc où sept hommes et deux femmes ont formé le Sempervirens Club. Ils ont galvanisé l’effort à l’échelle de l’État, ce qui a abouti à la promulgation d’une loi révolutionnaire en mars 1901 : le transfert officiel des terres a eu lieu en 1902 : le California Redwood Park se composait initialement de 1500 hectares, la plupart étant des forêts anciennes.
Au cours des décennies suivantes, la fréquentation de Big Basin a augmenté de façon constante à mesure que les aménagements du parc étaient créés.
Save the Redwoods League a acheté en 2020 une parcelle de 2020 hectares connue sous le nom de Cascade Creek qui relie Big Basin au parc d’État d’Año Nuevo.

## Galerie

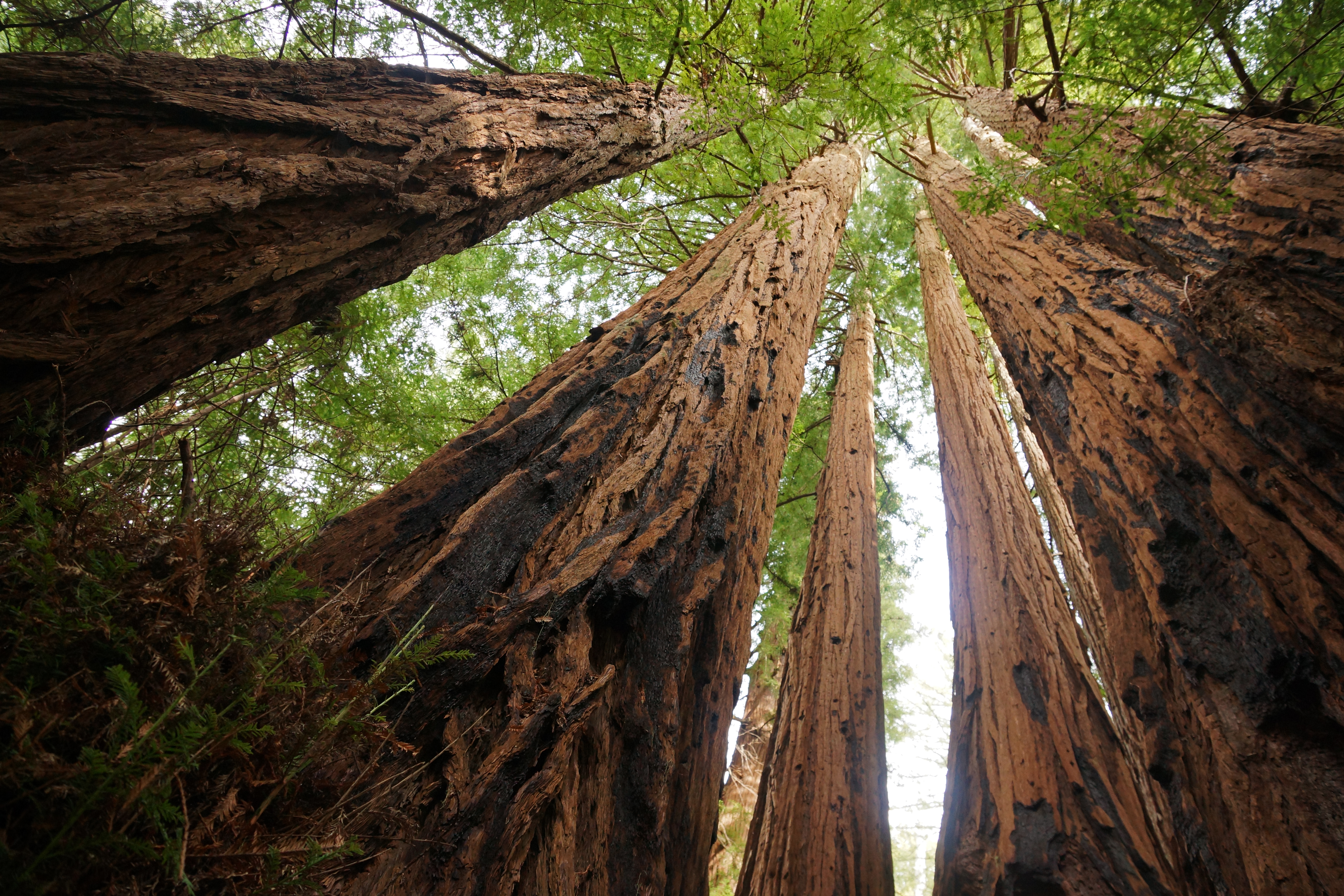
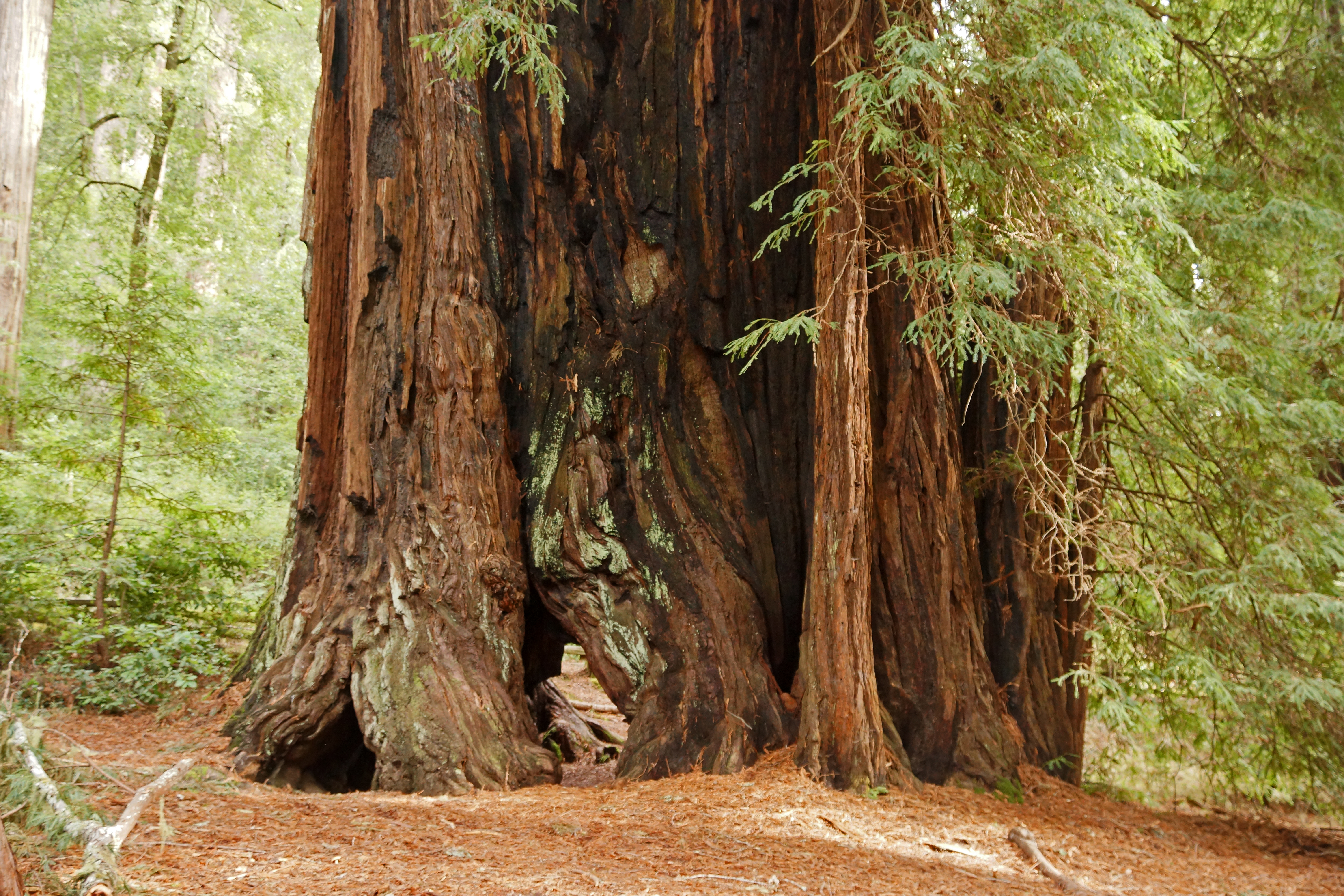
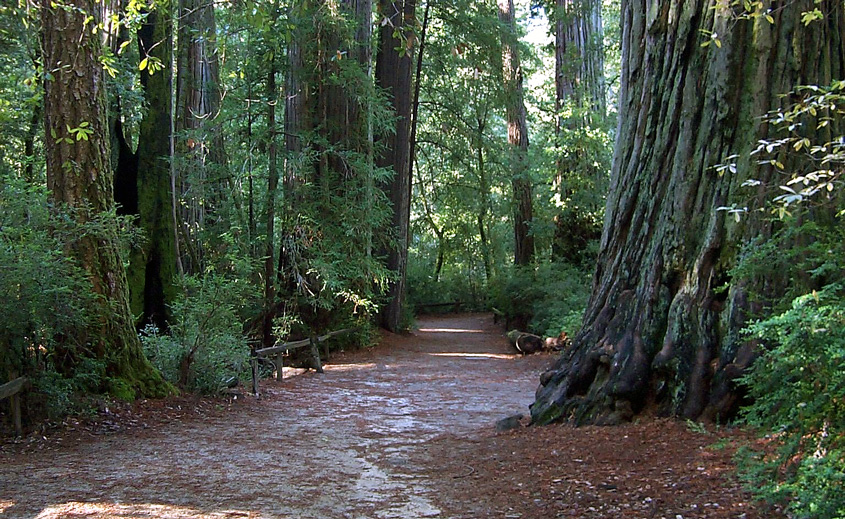
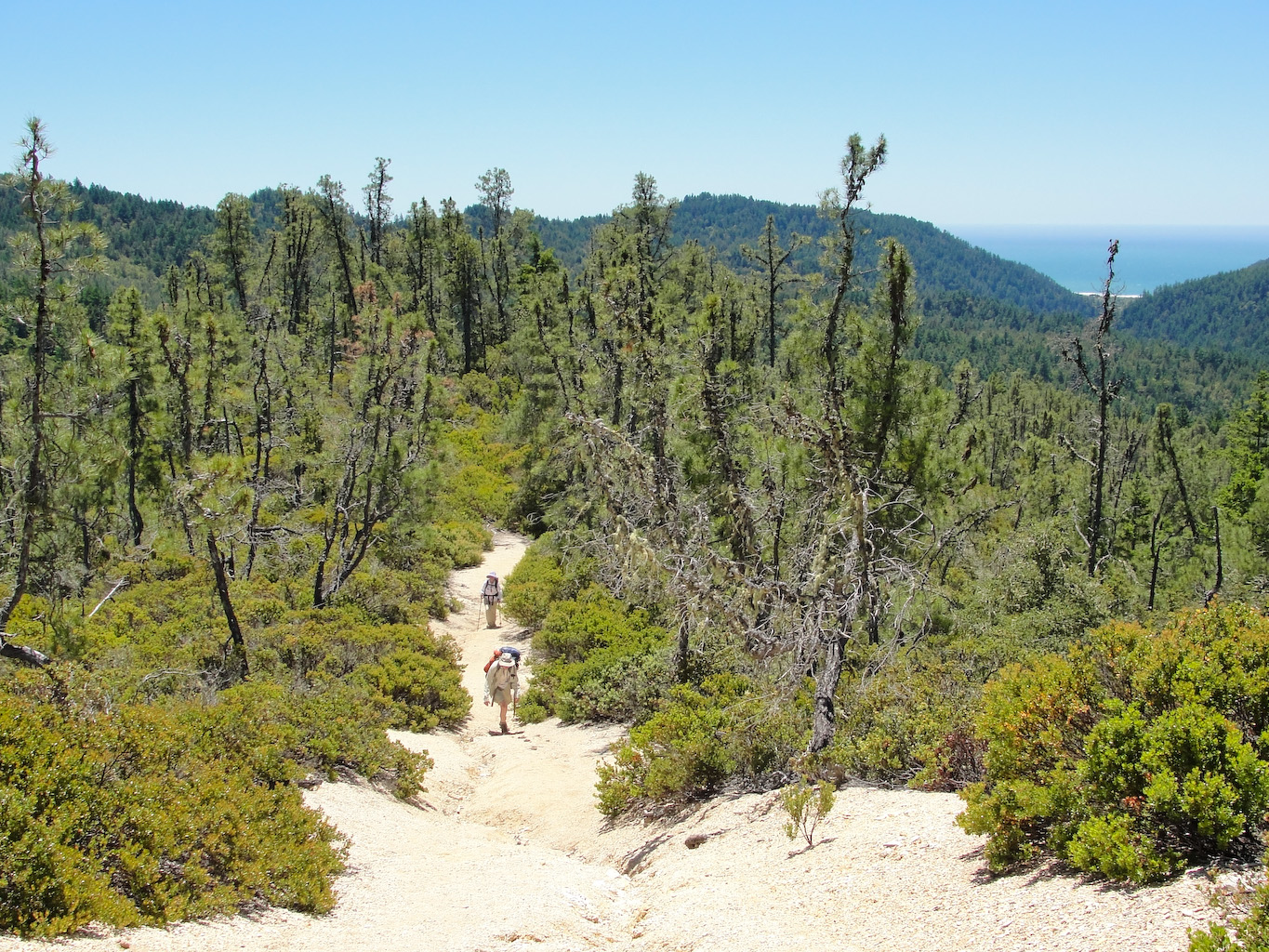
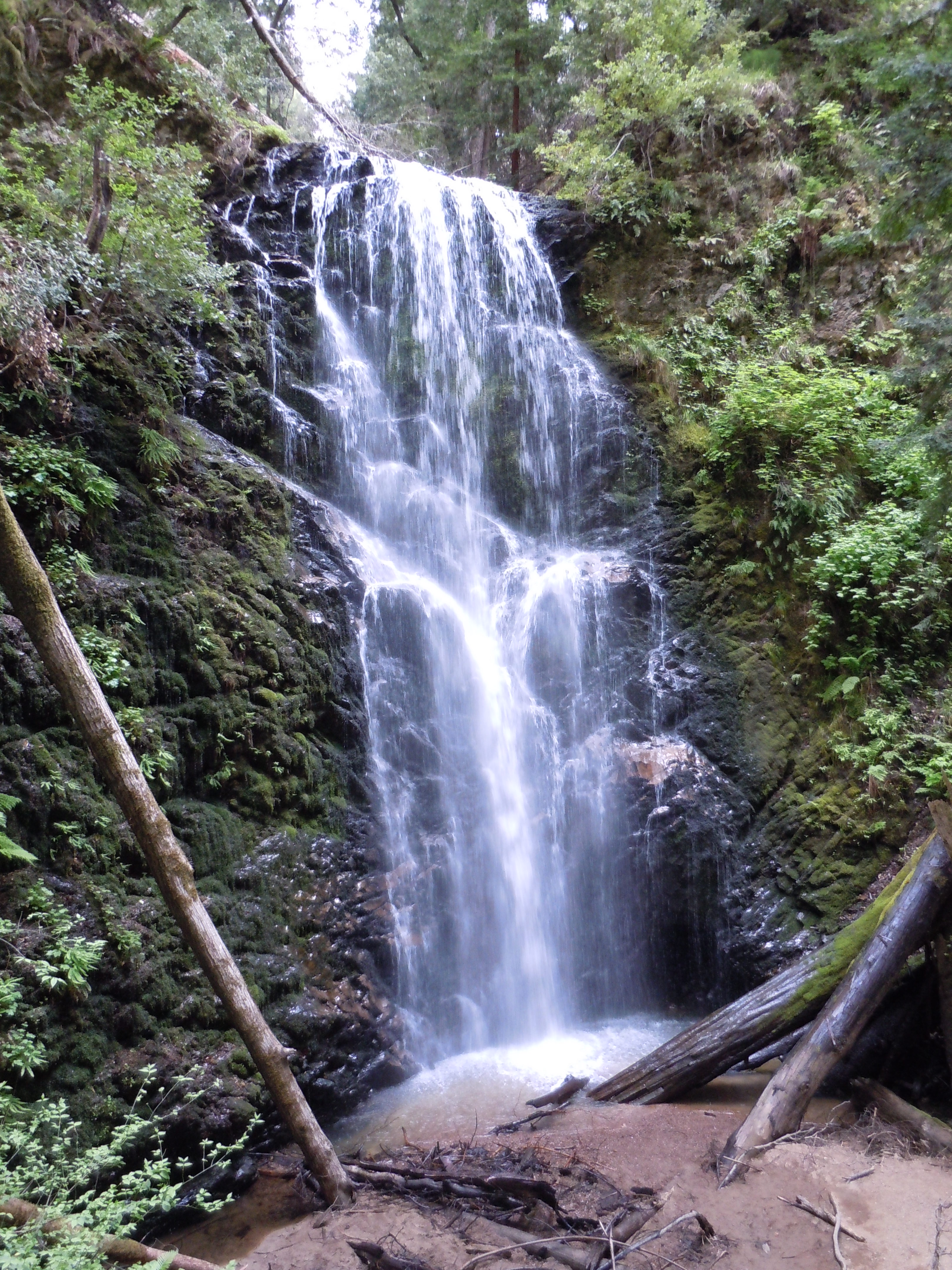
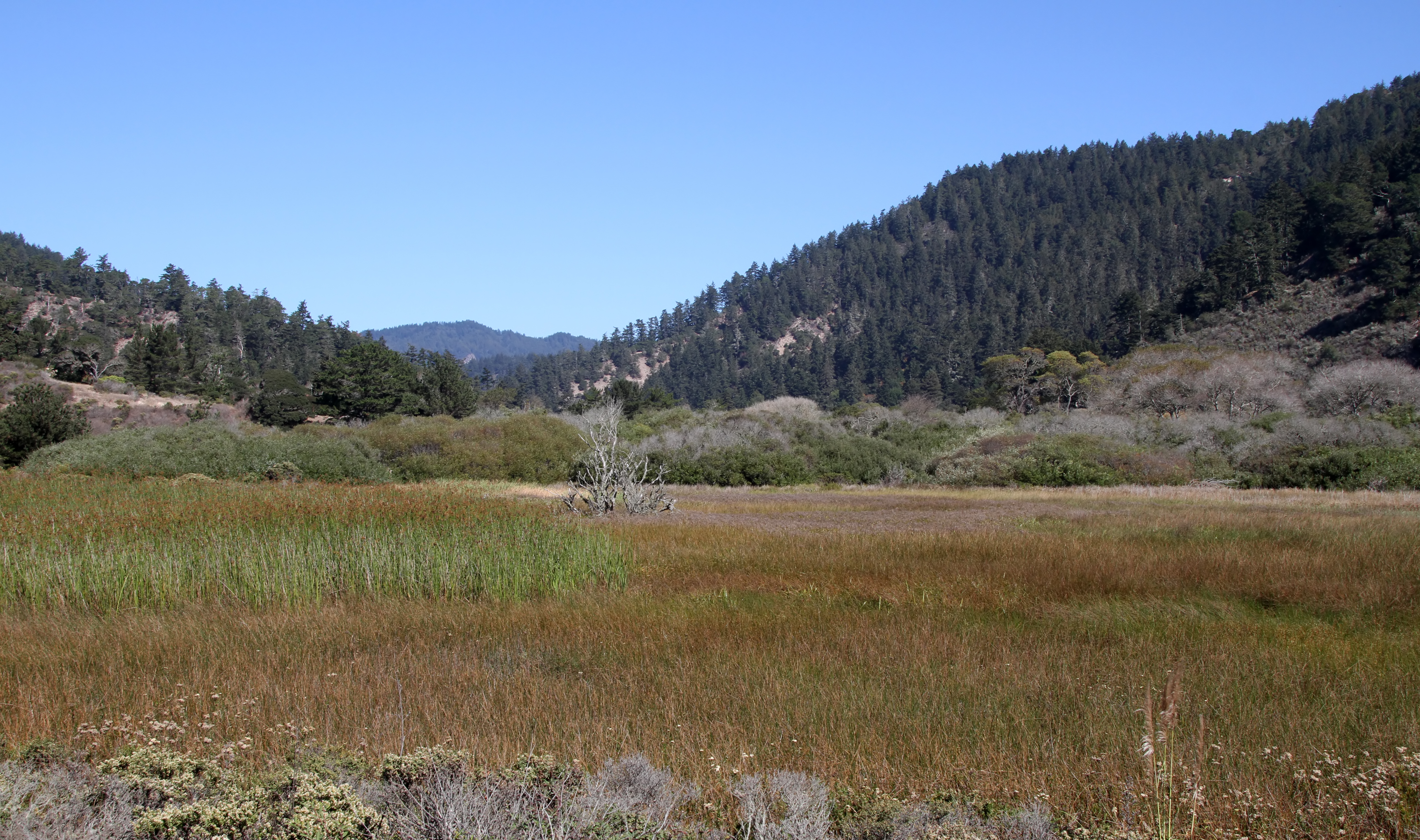
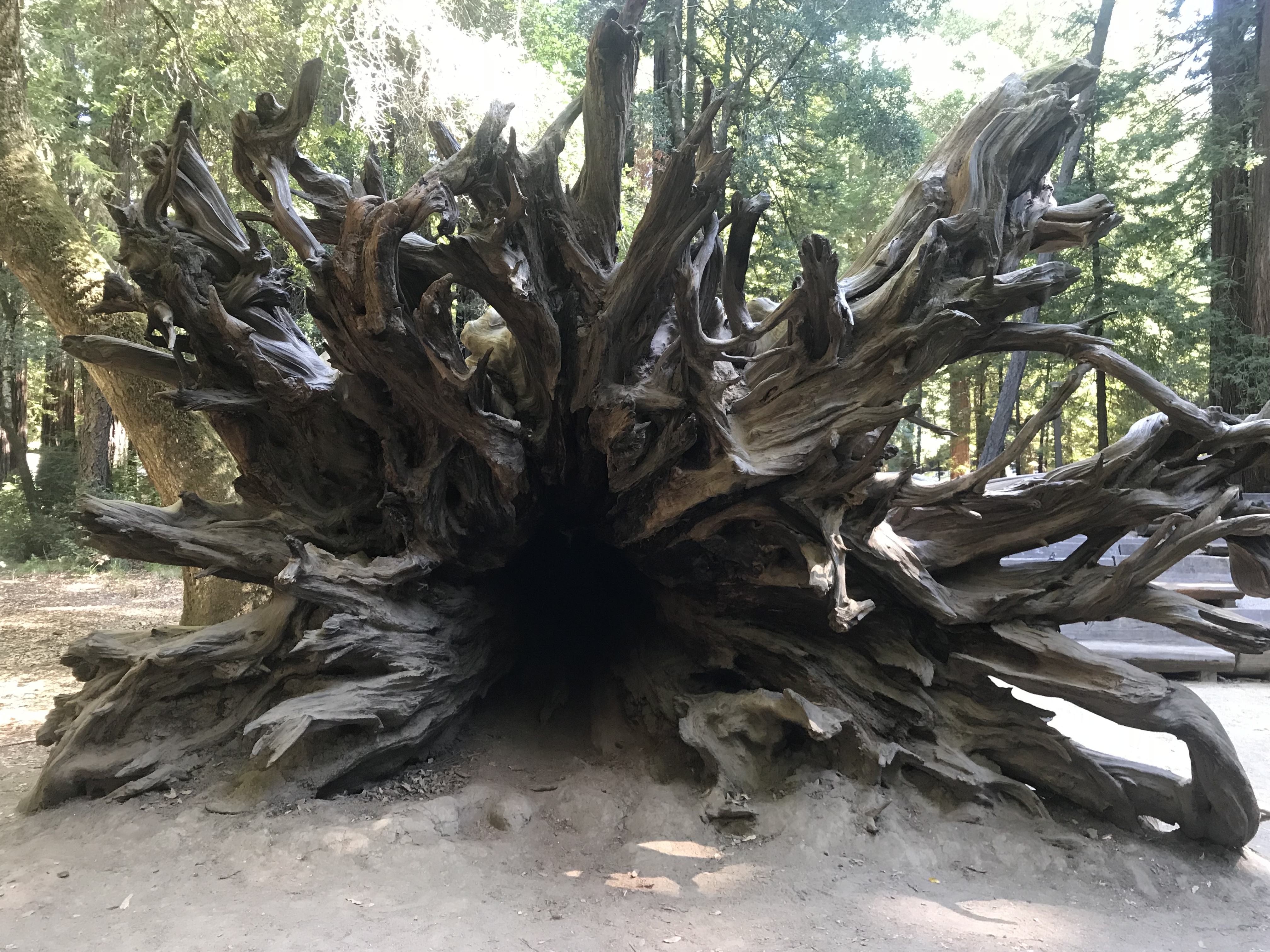
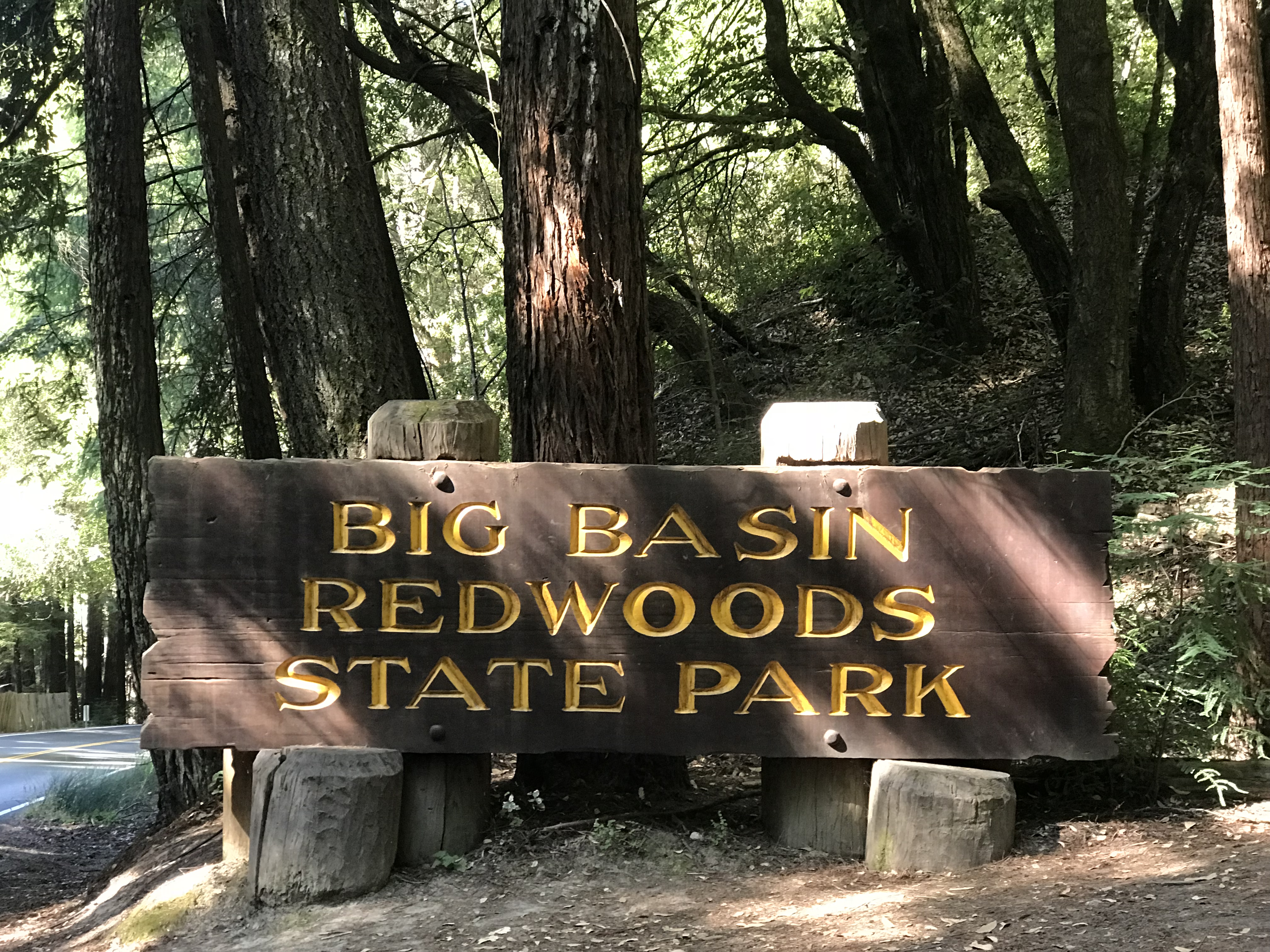